# Szczuka (gromada)
Szczuka – dawna gromada, czyli najmniejsza jednostka podziału terytorialnego Polskiej Rzeczypospolitej Ludowej w latach 1954–1972.
Gromady, z gromadzkimi radami narodowymi (GRN) jako organami władzy najniższego stopnia na wsi, funkcjonowały od reformy reorganizującej administrację wiejską przeprowadzonej jesienią 1954 do momentu ich zniesienia z dniem 1 stycznia 1973, tym samym wypierając organizację gminną w latach 1954–1972.
Gromadę Szczuka z siedzibą GRN w Szczuce utworzono – jako jedną z 8759 gromad na obszarze Polski – w powiecie brodnickim w woj. bydgoskim, na mocy uchwały nr 24/2 WRN w Bydgoszczy z dnia 5 października 1954. W skład jednostki wszedł obszar dotychczasowej gromady Szczuka ze zniesionej gminy Brodnica oraz obszary dotychczasowych gromad Igliczyzna i Szymkowo wraz z wsią Dzierzno z dotychczasowej gromady Sobiesierzno ze zniesionej gminy Jastrzębie w tymże powiecie. Dla gromady ustalono 23 członków gromadzkiej rady narodowej.
Gromadę zniesiono 1 stycznia 1969, a jej obszar włączono do gromady Jastrzębie (sołectwa Gortatowo i Igliczyzna) i do nowo utworzonej gromady Brodnica Południe (sołectwa Szczuka i Szymkowo) w tymże powiecie.